# Acampamento de Férias
Acampamento de Férias é um seriado brasileiro exibida pela TV Globo de 12 de outubro de 2009 a 6 de janeiro de 2012, em 15 episódios divididos em três temporadas.
Escrita por Renato Aragão, com direção de Paulo Aragão, Marcos Figueiredo e Leandro Néri, direção-geral de Marcus Figueiredo, e direção de núcleo de Jayme Monjardim.
Teve no elenco principal Renato Aragão e Lívian Aragão.

## Exibição

### 1ª temporada (2009)
Com cinco capítulos, a série foi transmitida de 12 de outubro (dia das crianças) até 16 de outubro de 2009 às 17 horas e teve como cenários naturais matas, cachoeiras, grutas, cavernas e riachos, gravadas nos estados do Paraná, São Paulo e Rio de Janeiro. O episódio de estreia teve 19 pontos de audiência.

### 2ª temporada (2011)
Depois do sucesso da 1ª temporada, a Globo confirmou a segunda temporada do seriado, sob o título de Acampamento de Férias 2: A Árvore da Vida, logo após a Sessão da Tarde e antes do Globo Notícia, ou seja, às 17:30. A temporada também teve 5 capítulos como a 1ª temporada. Esta temporada foi exibida durante 24 de janeiro a 28 de janeiro de 2011.

### 3ª e última temporada (2012)
Entre 2 de janeiro a 6 de janeiro de 2012 a Globo apresentou a terceira temporada da série, sob o título de Acampamento de Férias 3: O Mistério da Ilha do Corsário, logo após o Globo Notícia e antes do Video Game Verão, às 17:15. A temporada da série teve 5 capítulos. Esta temporada foi a única gravada em HDTV.

### Reprises
Foi reexibida na íntegra pelo Viva de 4 a 22 de janeiro de 2016.

## Elenco

### Principal
| Ator                   | Personagem             | Temporadas   | Temporadas   | Temporadas   |
| Ator                   | Personagem             | 1ª temporada | 2ª temporada | 3ª temporada |
| ---------------------- | ---------------------- | ------------ | ------------ | ------------ |
| Renato Aragão          | Didi                   | Regular      | Regular      | Regular      |
| Lívian Aragão          | Lili                   | Regular      | Regular      | Regular      |
| Rodrigo Veronese       | Augusto                | Regular      |              |              |
| Gabriela Duarte        | Júlia                  | Regular      |              |              |
| Tânia Mara             | Heloísa                | Regular      |              |              |
| Kiko Mascarenhas       | Lucius                 | Regular      |              |              |
| Ranieri Gonzalez       | Domingos               | Regular      |              |              |
| Caetano O'Maihlan      | Rodrigo                | Regular      |              |              |
| Odilon Wagner          | Tenórios / Franz Fritz |              | Regular      | Regular      |
| Flávio Tolezani        | Gustavo                |              | Regular      | Regular      |
| Douglas Silva          | Estevão / Bené         |              | Regular      | Regular      |
| Maria Fernanda Cândido | Giovana                |              | Regular      |              |
| Tânia Khallil          | Débora                 |              | Regular      |              |
| Rafael Almeida         | Léo                    |              | Regular      |              |
| Débora Nascimento      | Lola                   |              |              | Regular      |
| Henri Castelli         | Simão                  |              |              | Regular      |
| Giovanna Ewbank        | Helena / Princesa Nina |              |              | Regular      |
| Vanessa Lóes           | Verônica               |              |              | Regular      |
| Bruno Udovic           | Mateus                 |              |              | Regular      |

### Elenco de apoio
| Ator          | Personagem     | Temporadas   | Temporadas   | Temporadas   |
| Ator          | Personagem     | 1ª temporada | 2ª temporada | 3ª temporada |
| ------------- | -------------- | ------------ | ------------ | ------------ |
| Eike Duarte   | Greg / Bill    | Regular      | Regular      | Regular      |
| Luan Assimos  | Rafa / Nando   | Regular      | Regular      | Regular      |
| Rafael Ritto  | Igor / Betão   | Regular      | Regular      | Regular      |
| Luana Dandara | Duda / Verinha | Regular      | Regular      | Regular      |

### Participações especiais
| Ator               | Personagem                   | Temporadas   | Temporadas   | Temporadas   |
| Ator               | Personagem                   | 1ª temporada | 2ª temporada | 3ª temporada |
| ------------------ | ---------------------------- | ------------ | ------------ | ------------ |
| Gilberto Hernandez | Monitor                      | Participação |              |              |
| Raphael Viana      | Monitor                      | Participação |              |              |
| Thainá Lana        | Menina Selvagem              | Participação |              |              |
| Mia Rose           | Nanda                        |              | Participação |              |
| Gil Coelho         | Túlio                        |              | Participação |              |
| Tony Correia       | Pero Vaz de Caminha          |              | Participação |              |
| Bruno Mello        | Capitão Pedro Álvares Cabral |              | Participação |              |
| Paulo Miklos       | Zulmiro                      |              |              | Participação |
| Chica Xavier       | Dona Laila                   |              |              | Participação |
| Restart            | Eles mesmos                  |              |              | Participação |